# 岡本薫明
岡本 薫明（おかもと しげあき、1961年2月20日 - ）は、日本の元財務官僚。第15代財務事務次官。日本たばこ産業（JT）取締役副会長。トヨタ自動車取締役。

## 経歴
愛媛県新居浜市出身。1979年 愛光高等学校卒業。同級生に谷脇康彦総務審議官や安永竜夫三井物産社長がいる。1983年 東京大学法学部第2類（公法コース）卒業、旧大蔵省（現財務省）入省。1991年 近藤内閣官房副長官秘書官。1993年、内閣不信任決議に伴う衆議院解散後、大蔵省に復帰し主計局農林水産係主査に就任。米政策を担当し、食糧管理法廃止や伴う主要食糧の需給及び価格の安定に関する法律制定について、農林水産省の大村秀章らと検討を進めた。1995年には阪神・淡路大震災に対応。その後、文部係、公共事業係の主査を務めた。
イギリス王立国際問題研究所研究員等を歴任。2004年 財務省主計局調査課長。2006年 財務省主計局主計官。2009年から財務省大臣官房秘書課長となり、2012年8月に財務省主計局次長、2015年 財務省大臣官房長。この間、中央大学大学院法務研究科客員教授を兼務。2017年 財務省主計局長。2018年 森友学園問題に絡み文書厳重注意処分。同年 財務事務次官就任。通常、財務次官ポストは1年で交代するが、2019年7月から異例の2年目に突入。この間、相次ぐ不祥事を受けて設置された「財務省再生プロジェクト」の本部長などを務めた。2020年7月20日 退任。2020年11月1日、ドリームインキュベータ顧問。2020年12月1日、アクセンチュア顧問、日本生命保険特別顧問。2021年12月、読売新聞大阪本社監査役、読売新聞西部本社監査役。2022年3月、日本たばこ産業（JT）取締役副会長。2022年4月、立命館大学顧問、同大学院経営管理研究科客員教員。2022年6月、読売新聞東京本社監査役。2025年6月、トヨタ自動車取締役。戸田みらい基金理事。

## 人物
高校ではソフトボール部、大学時代は準硬式野球部に所属した。阪神タイガースファン。
「謙虚で威張らず、敵をつくらない」とされ、「怒る相手の懐に飛び込んで、ケンカせずに説得して帰ってくる不思議な力がある」と評される。予算編成を担当する主計局が長く、金融庁では金融危機対応室長として2003年に破綻寸前であったりそな銀行への公的資金注入（実質国有化）を担当するなど、修羅場をくぐった。りそな銀行への対応については、「ハンドリングを誤れば日本経済はあすにも奈落の底に落ちるという恐怖感を味わった」と当時を振り返っている。
2018年3月に女性記者へのセクハラ問題により福田淳一が財務次官を辞任したため、財務省トップのポストが空席になるという事態が生じた。主計局長であった岡本はかねてより「（次官候補の）本命」とされていたが、財務省が学校法人「森友学園」との土地取引を巡る決裁文書を改竄した（森友学園問題）当時、文書管理の責任者の官房長だったため、文書厳重注意処分とされており、直後の次官就任には異論もあった。そのため福田の後任次官を巡っては、朝日新聞が星野次彦、日経新聞が浅川雅嗣と報じるなど、大手メディアでも誤報が飛び交うという、異例の迷走状態となった。裏舞台では政官界での権力闘争があったとされる。最終的には、麻生太郎財務大臣（当時）が「改ざん自体には関与していないという調査報告だった」「今後、財務省がやるべきとりまとめなどに関して、岡本氏の場合はそれを補って余りあるものがある」として、2018年7月に岡本を第15代財務事務次官に昇格させた。このとき、「今回の人事はベストだという認識か」という記者の質問に対し、麻生財務相は「（ベストだと）思ったから私が任命した。人事権はあなたにあるんじゃない。俺にあるんだ」と答えた。岡本自身は次官就任に際し、「決裁文書の改ざんという重大な問題を引き起こし、国民の信頼を大きく損ねた。全省的な問題ととらえている。近畿財務局の職員は反対したのに、なぜ止められなかったか」と述べ、組織の再建を抱負とし、不祥事再発防止のために有識者会議を中心とした「財務省再生プロジェクト」を立ち上げ、自ら本部長を務めた。
財務次官としての手堅い手腕が首相官邸に評価され、また「去年は本当に組織存亡の危機だった。岡本さんでなかったらここまで求心力は保てなかった」などの省内の声もあり、財務次官ポストは通常1年で交代するにもかかわらず、2019年7月から異例の2年目に突入した。財務省のトップである次官が留任となり2年目に突入するのは、旧民主党政権下の2012年に消費増税法を成立に導いた勝栄二郎以来で、中央省庁再編以降では4人目（過去に武藤敏郎、細川興一、勝栄二郎）。これにより、平成最後かつ令和最初の財務次官となった。任期中は2019年10月の消費税率10％への引き上げを主導したほか、渋沢栄一らを肖像とする新紙幣の導入を立案した。2020年7月退任。
退任後は日本生命保険特別顧問などを経て、2022年3月に日本たばこ産業（JT）取締役副会長に就任。2025年6月にトヨタ自動車取締役に就任。

## 略歴
- 国家公務員上級甲種（法律）試験合格
- 1983年4月：大蔵省入省（理財局国有財産総括課）[38]
- 1986年：主計局総務課調査主任[39]
- 1987年：主計局総務課企画係長[40]
- 1988年7月：相馬税務署長
- 1989年7月：国税庁長官官房人事課課長補佐（服務、給与一、二）[41]
- 1991年6月：大臣官房付兼内閣官房内閣内政審議室
- 1993年7月：主計局主計官補佐（農林水産第三係主査）
- 1995年6月：主計局主計官補佐（農林水産第四係主査）
- 1996年7月：主計局主計官補佐（文部第一、二係主査）
- 1997年7月：主計局主計官補佐（公共事業総括、第一、二係主査）
- 1998年6月：大臣官房調査企画課課長補佐
- 1999年7月：イギリス王立国際問題研究所客員研究員
- 2001年7月：金融庁総務企画局総務課管理室長
- 2002年7月：金融庁監督局総務課金融危機対応室長
- 2004年7月：主計局調査課長
- 2006年7月：主計局主計官兼主計局総務課
- 2009年7月：大臣官房秘書課長
- 2012年8月：主計局次長（末席）
- 2013年7月：主計局次長（次席）
- 2014年7月：主計局次長（筆頭）
- 2015年7月：大臣官房長
- 2017年7月：主計局長
- 2018年7月：財務事務次官
- 2018年12月：文部科学省日本ユネスコ国内委員会委員
- 2020年7月：退官[12]、財務省顧問
- 2020年10月1日：富士通フューチャースタディーズ・センター顧問[14]
- 2020年11月1日：ドリームインキュベータ特別顧問[14][42]
- 2020年12月1日：アクセンチュア顧問[14]、フューチャー顧問[43][14]、日本生命保険特別顧問[14]
- 2021年1月：新時代戦略研究所アドバイザー[44]
- 2021年5月：ベクトル特別顧問[45]
- 2021年6月：よみうりランド監査役[46]
- 2021年7月：ハウスドゥ経営諮問委員[47]
- 2021年12月：読売新聞大阪本社監査役[15]、読売新聞西部本社監査役[16]
- 2022年3月：日本たばこ産業取締役副会長[17]
- 2022年6月：読売新聞東京本社監査役[20]
- 2025年6月：トヨタ自動車取締役[21]。

## 同期
- 太田充（第16代財務事務次官、主計局長、理財局長、大臣官房総括審議官）
- 星野次彦（国税庁長官、主税局長、国税庁次長、大臣官房審議官〈主税局担当〉）
- 武内良樹（財務官、国際局長、近畿財務局長、国際局次長）
- 飯塚厚（関税局長、国税庁次長、東海財務局長、理財局次長）
- 氷見野良三（金融庁長官、金融国際審議官）
- 浅野僚也（関東財務局長、大臣官房政策評価審議官）
- 小野尚（関東財務局長、金融庁総務企画局総括審議官）
- 佐々木清隆（金融庁総合政策局長、金融庁総務企画局総括審議官）
- 三井秀範（預金保険機構理事長、金融庁企画市場局長、金融庁検査局長）
- 松村武人（国立印刷局理事長、東京税関長。作家・芦崎笙）
- 中川真（駐スロバキア大使）
- 石川紀（名古屋税関長、神戸税関長）
- 小野哲（参議院事務局総務委員会調査室長）
- 片山一夫（横浜税関長、国税不服審判所次長）
- 上斗米明（国税庁長官官房総務課長で辞職）
- 亀水晋（東海財務局長）
- 川上尚貴（関東信越国税局長、税務大学校長）
- 河上洋右（英国公使）
- 神崎康史（アジア開発銀行予算人事経営システム局長）
- 菊地和博（まち・ひと・しごと創生本部事務局次長）
- 高橋康文（内閣法制局第三部長）
- 仲浩史（世界銀行副総裁）
- 橋本元秀（国土交通省政策統括官）
- 藤田博一（東京国税局長、日本銀行監事）
- 柴田善雅（大東文化大学国際関係学部教授）など。